# Merten (Bornheim)
Merten ist mit seinen etwa 5600 Einwohnern einer der größten Stadtteile Bornheims.

## Lage
Merten ist eines der westlichen „Vorgebirsgdörfer“ Bornheims. Es liegt zwischen dem südlich gelegenen Ort Kardorf, und dem nördlich folgenden Ort Walberberg. Im Westen des Ortes liegt auf dem Villerücken Rösberg und im Osten Sechtem. Durch Merten fließen der Breitbach und der Mühlenbach. Merten hat sich zu einem der größeren Stadtteile Bornheims entwickelt.

## Geschichte

### Römerzeit

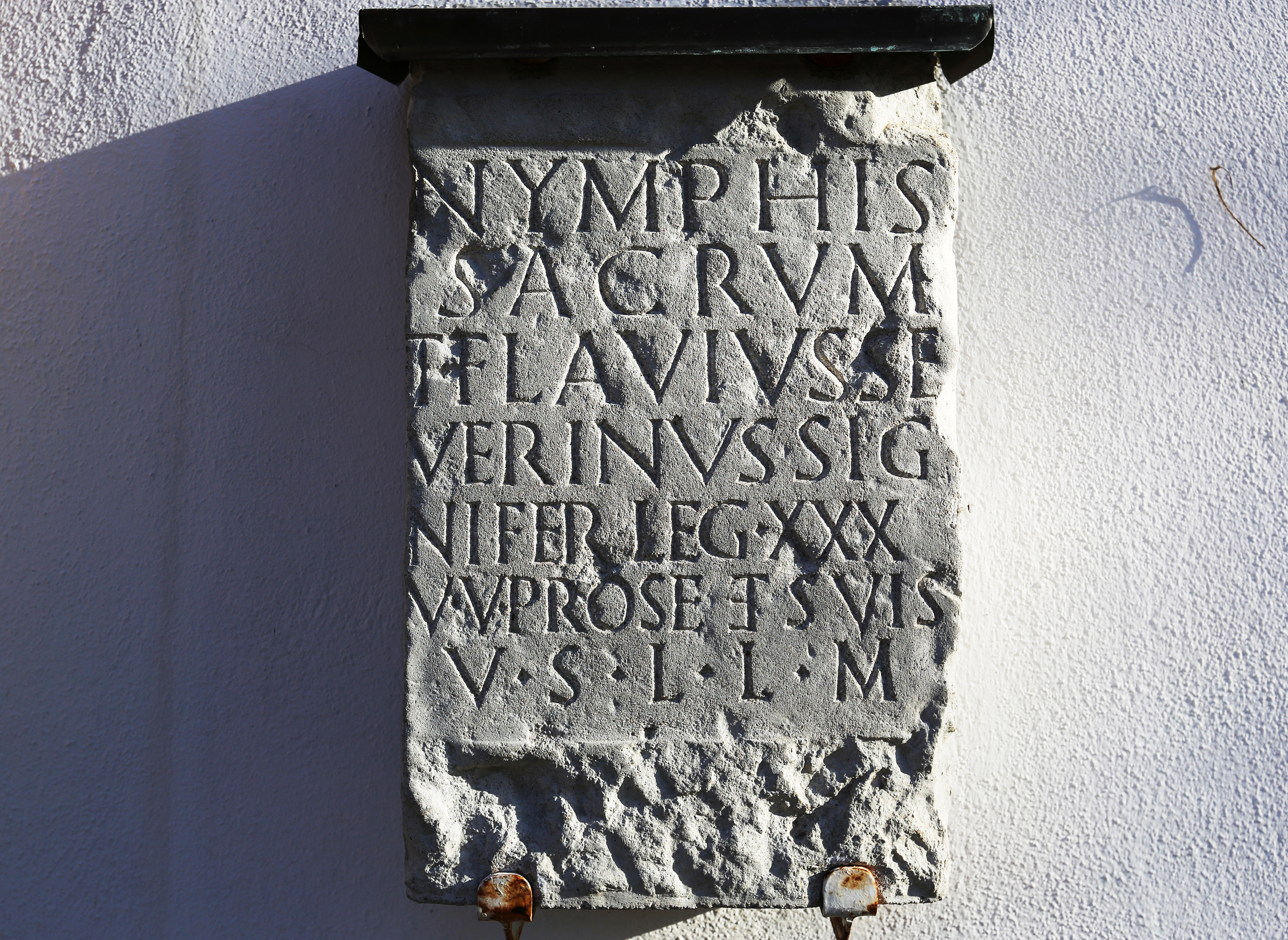
Weihestein, geborgen im Altar der alten Pfarrkirche. (Abguss des Originals von 250 n. Chr.)

In Merten wurden, wie in vielen Ortschaften des Vorgebirges, zahlreiche Spuren einer römischen Niederlassung gefunden. So wurden in Form verschiedene Baureste etwa Ziegel (die Museumsstube Walberberg zeigt Mauer-, Dach-, Boden- und Hypokaustziegel) und Gussmauerwerk aufgefunden, aber speziell auf Mertener Gebiet auch Reste von Bädern, Wasserleitungen im Mauerwerk und in Rohrteilen. Des Weiteren belegten antike Münzfunde und Scherben diverser römischer Gebrauchskeramik die frühe Besiedlung der Ortslage. Von der im ersten Jahrhundert erbauten römischen Eifelwasserleitung nach Köln berichtete der Hemmericher Pfarrer Maaßen in Forschungsberichten die in den Annalen des Historischen Vereins für den Niederrhein veröffentlicht wurden. So beispielsweise, dass der aus Richtung Kardorf kommende Römerkanal, der dort in den 1870er Jahren noch auf 150 Meter Länge erhalten war, nach Überqueren der ehemaligen römischen Militärstraße die Richtung zur späteren Mertener Mühle einschlug und dann rechts an dieser vorbei zog, sodass nur die unteren Grenzlinien der heutigen Ortschaft berührt wurden. Mit diesem Bogen umging die Kanaltrasse eine dortige Erhöhung der Bodenfläche und näherte sich dann wieder der heutigen Bonnstraße um weiter nach Trippelsdorf (vormals „pagus Trebellii“), einem heutigen Ortsteil Mertens zu führen.
Ein von Pfarrer Maaßen geborgener Weihestein des 3. Jahrhunderts, befand sich eingemauert im Altar der 1871 abgebrochenen mittelalterlichen Mertener Pfarrkirche. Der den Nymphen (Naturgottheiten) um 250 n. Chr. geweihte Stein wurde in das „Vaterländische Museum“ in Bonn (heute LVR-Landesmuseum Bonn) verbracht und der Fundort Merten erhielt später einen naturgetreuen Abguss.
Die Übersetzung der Inschrift wurde wie folgt angegeben:

„Titus Flavius Severinus,
Fahnenträger der 30. siegreichen
Ulpischen Legion hat für sich und die
Seinen ein Gelübde froh und gerne
Nach Verdienst erfüllt“

### Töpfereien in nachrömischer Zeit
Da auch nach Abzug der Römer die Voraussetzungen der Töpferei – Wasser, Ton, Brennholz und Absatzmarkt – nicht erschöpft waren, wurden im Vorgebirge zwischen Bonn und Köln weiterhin Tonwaren gebrannt, für die am Anfang der mittelalterlichen Brenntechnik ab dem 5./6. Jahrhundert stehende Öfen mit übereinander liegendem Feuerungs- und Brennraum eingesetzt wurden.
Dies belegen Keramikfunde, die von der merowingischen Epoche, bis zu Produktionen mit verbesserten Brenntechniken des späten Mittelalters reichen. Aber auch Reste der Brennöfen der Region konnten geborgen werden. 1974 wurde ein stehender Ofen in Eckdorf, Grüner Weg freigelegt. Bei Grabungen im Mai/Juni 1997 wurden auf einem Grundstück in der Walberberger Buschgasse vier karolingische Töpferöfen entdeckt und 2003, bei Vorarbeiten zur Errichtung eines Neubauprojektes, konnte ein liegender Ofen und sein Feuergitter aus dem Spätmittelalter in Brühl (Franziskanerhof) freigelegt werden.

## Kultur und Sehenswürdigkeiten

### Museen
- Obstbaumuseum auf dem Hof des Obstbaupioniers Otto Schmitz-Hübsch

### Bauwerke

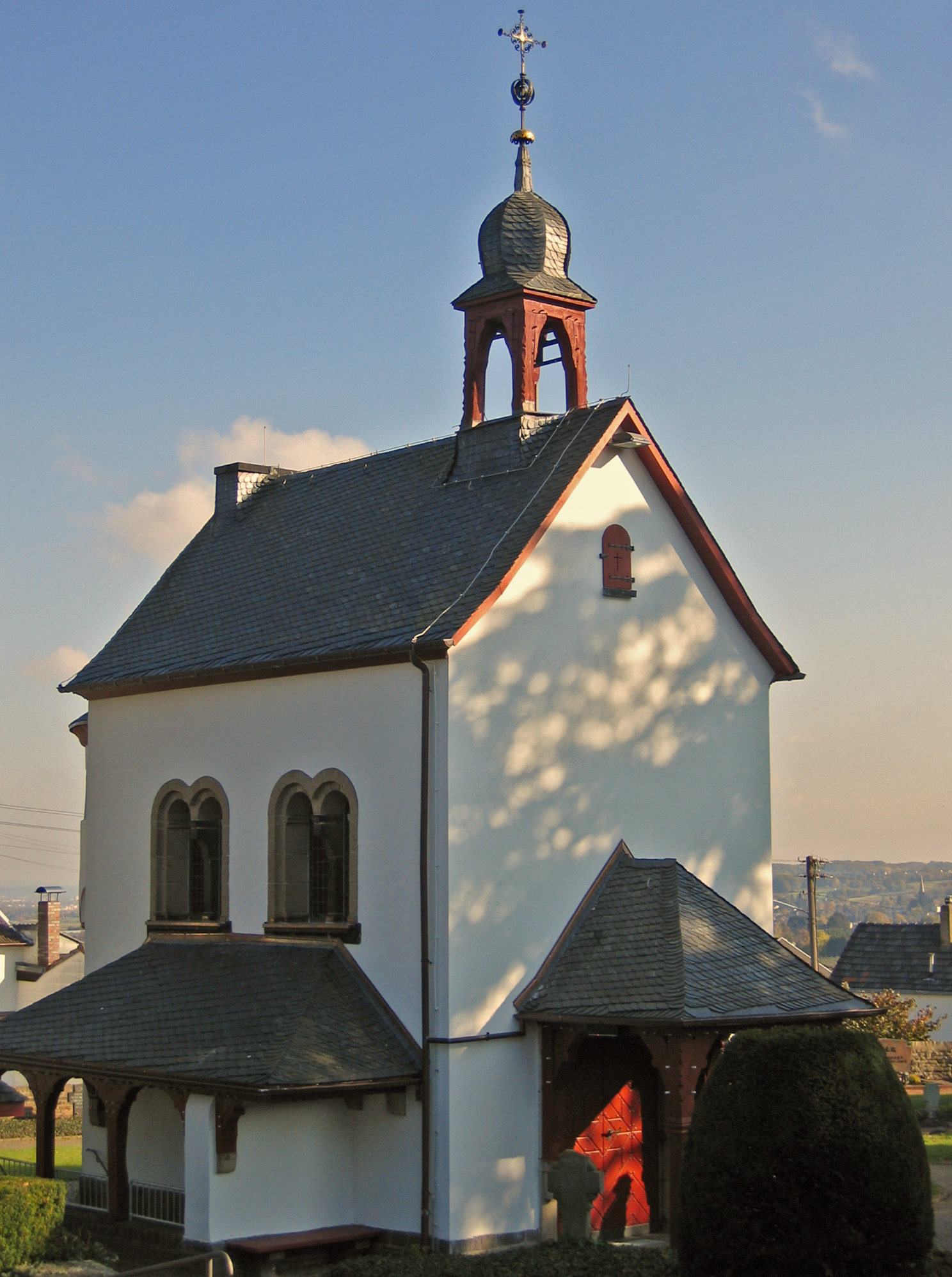
Friedhofskapelle Merten

- Bergfriedhof mit romanischem Chörchen aus dem 12. Jahrhundert und Gedächtniskapelle mit dem Grab von Heinrich Böll
- Pfarrkirche St. Martin – Die 1866 erbaute Kirche verbindet alte und neue Bauweisen. 1967 wurde das Mittelschiff aus statischen Gründen niedergelegt und neu errichtet. Turm und Chor sind im ursprünglichen Zustand erhalten. Merten ist die ripuarische Variante des Namens Martin.
- Vinzenzkapelle der Marianischen Bruderschaft Merten-Trippelsdorf 1713 e. V. in Merten-Trippelsdorf, wiedererrichtet und fertiggestellt in Eigenleistung von freiwilligen Helfern und Spendern im Jahr 2000, Altarweihe durch Joachim Kardinal Meisner am 3. Juni 2012 anlässlich der 300-Jahr-Feier der Marianischen Bruderschaft.
- ehemaliges Kloster „Zur Heiligen Familie“ (Franziskanerinnen), heute u. a. Seniorenzentrum St. Elisabeth auf dem Gelände der GFO Klostergarten.

### Sport
In Merten gibt es einen Fußballplatz, auf dem der SSV Merten (Fußballabteilung) beheimatet ist. Für die Saison 2009/10 wurde der Sportplatz in einen Kunstrasenplatz umgebaut und trägt seitdem den Namen MerKuR (Mertener Kunstrasen).
In der Saison 2016/2017 stieg die Herrenmannschaft des SSV Merten als Zweitplatzierter der Landesliga in die Mittelrheinliga auf und ist damit die zurzeit stärkste Fußballmannschaft in Bornheim.
In der Sporthalle der Martinus-Schule wird Tischtennis, Kinderturnen und Tanzen u. a angeboten.
In der Sporthalle der Franziskus-Schule wird Badminton und im Winter auch Fußball gespielt. Die Fußballspieler weichen aber auch manchmal auf die kleinere Halle der Martinus-Schule aus, die direkt daneben liegt.

### Regelmäßige Veranstaltungen
Der traditionelle Karnevalsumzug in Merten findet jährlich am Karnevalsdienstag statt.
Wie im ganzen Vorgebirge verbreitet, finden auch in Merten Maifeierlichkeiten statt. Sowohl auf dem Heinrich-Böll-Platz, als auch auf der Mertener Heide stellen lokale Dorfvereine je einen Dorfmai und veranstalten am Vorabend des 1. Mai ein Maiansingen unter dem Baum.
Seit 1984 veranstaltet der JGV Männer-Reih „Einigkeit“ 1852 Merten-Heide e. V. am 3. Wochenende im Juli das traditionelle Lehmkuhlefest dessen Erlös gemeinnützigen Zwecken in Merten zugutekommt.
Zu Ehren des Heiligen Rochus feiern die Mertener jedes Jahr, in der Regel am letzten Augustwochenende, ihre Großkirmes auf dem Heinrich-Böll-Platz.

## Wirtschaft und Infrastruktur

### Öffentliche Einrichtungen
- Katholische Kindertagesstätte St. Martin
- Kindergarten „Rappel-Kiste“, konfessionslos
- Kindergarten „KiTa St. Luzia“
- Waldkindergarten „Die Waldlinge“

### Bildung
- Grundschule, Martinus-Schule
- Gesamtschule, Heinrich-Böll-Gesamtschule

### Verkehr
Merten liegt an der L 183 und an der Vorgebirgsbahn, von der durch die KVB-Linie 18 schnelle Verbindungen nach Köln und Bonn bestehen.
| Linie | Verlauf / Anmerkungen | Takt (Mo–Fr) |
| ----- | --- | --- |
| 18    | Thielenbruch – Dellbrück – Holweide – Buchheim – U Bf Mülheim – U Mülheim Wiener Platz – Zoo/Flora – U Reichenspergerplatz – U Ebertplatz – U Breslauer Platz/Hbf – U Dom/Hbf – U Appellhofplatz (Breite Straße) – U Neumarkt – Barbarossaplatz – Eifelwall – Klettenberg – Efferen – Hürth-Hermülheim – Fischenich – Brühl-Vochem – Brühl Mitte – Badorf – Schwadorf – Walberberg – Merten – Waldorf – Dersdorf – Bornheim – Roisdorf West – Alfter – Dransdorf – Bonn West – Bonn Hbf | 10 min (Thielenbruch–Buchheim) 5 min (Buchheim–Klettenberg) 10 min (Klettenberg–Schwadorf) 20 min (Schwadorf–Bonn) |

Durch Merten führen auch die Buslinien 745 und 818 der Regionalverkehr Köln nach Waldorf, Walberberg, Hersel und Sechtem. Zusätzlich verkehrt die AST-Linie 790 als Linienbedarfsverkehr im Stadtbereich Bornheim.
| Linie | Verlauf |
| ----- | --- |
| 745   | Bornheimer Berghüpfer: Waldorf – Merten – Walberberg – Jugendakademie                                                                    |
| 790   | AST-Verkehr: Anrufsammeltaxi Bornheim |
| 818   | Sonn- und feiertags als MiKE: Sechtem Bf – Merten – Rösberg – Hemmerich – Kardorf – Waldorf – Dersdorf – Bornheim – Roisdorf Bf – Hersel |

## Sonstiges
- Der Obstbaupionier Otto Schmitz-Hübsch gründete 1896 in Merten das erste reine Obstgut Deutschlands und etablierte damit den Obstbau als Wirtschaftszweig. Auf seinem Hof befindet sich heute das einzige Obstbaumuseum Westdeutschlands.